# 次男次女ひとりっ子物語
『次男次女ひとりっ子物語』（じなんじじょひとりっこものがたり）はTBS系列で1991年10月17日 - 12月26日に毎週木曜日の21:00 - 21:54に放送された連続テレビドラマである。

## 概要
全く同じ年月日に生まれた祥平と啓介、そしてさやかの3人は幼馴染み。祥平は劣等生で啓介は優等生と言われている違いはあるが、さやかを含めてお互いの友情は厚い。そんな男女3人を中心に展開するホームコメディー。
明石家さんま・大竹しのぶの主演で大ヒットした『男女7人夏物語』（1986年）と『男女7人秋物語』（1987年）のスタッフによって制作された。
第1話こそ15.0%と好調なスタートを切ったものの、第3話からは一桁台が続き、平均視聴率は10.6%と振るわずに放送終了した。

## キャスト
- 桜井祥平〈29〉：田原俊彦
四流大学卒。転職すること7回。いい加減に見えても芯はしっかりしており、啓介からは尊敬されている。
- 有賀さやか〈24〉：菊池桃子　
自動車のショールームに勤務。祥平と啓介どちらも好きだが、いざ恋人にするならどっちと言われると絞り切れないでいる。
- 小早川啓介〈29〉：柳葉敏郎
一流大学卒。中規模だが将来性のある企業に入社して、現在主任。祥平とは対照的に近所では「出来のいい子」と評判。
- 広瀬純子：香坂みゆき
- 朝倉つぐみ：蓮舫
典型的なキャリアウーマン。さやかの友人。祥平、啓介どちらからもナンパされ、祥平はつぐみにとって嫌いなタイプだが好意を持つ。
- 有賀律子：叶和貴子
さやかの姉。嫁いでいた家から出戻り、両親の心配をよそにのんきな感じでいる。祥平に“男”を感じている。
- 桜井伍平：斎藤晴彦
祥平の父。出来の悪い祥平のことが悩みの種だが、出来が悪いこそいとおしく思っている。
- 村田尚美：岡本麗
- 桜井壮大：吉田照美
- 岡野俊一：池田成志
- 大友雄次：キャプテン・ジョージ（現・ケビン・クローン）
- 有賀真弓：船田幸
- 桜井祥子：檀ふみ
- 小早川友：富士真奈美　
啓介の母。とてつもなく明るく豪快な性格。夫亡き後は一人息子の啓介の成長に賭けて来たこともあってか、少々子離れ出来ないでいる。
- 桜井恭子：真屋順子
- 有賀時三：生方惠一（元NHKアナウンサー） 
さやかの父。無口で温厚な性格。大企業の部長を定年退職したばかり。頼り無さそうに見えても、家族に信頼されている。
- 有賀あぐり：白川由美
さやかの母。陽気で晴れ晴れとした性格で、隣近所から好かれていて、良く愚痴などの聞き役になっている。

（出典：）

## スタッフ
- 脚本：鎌田敏夫
- プロデュース：武敬子、浜井誠
- 演出：生野慈朗、柴崎正
- 主題歌：「LOVIN' YOU」今井優子
- 制作：TBS、テレパック

## 放映リスト
| 各話   | 放送日         | サブタイトル         | 演出     |
| ------ | -------------- | -------------------- | -------- |
| 第1話  | 1991年10月17日 | 全員集合             | 生野慈朗 |
| 第2話  | 1991年10月24日 | アチョボ             | 生野慈朗 |
| 第3話  | 1991年10月31日 | ユージ               | 柴崎正   |
| 第4話  | 1991年11月7日  | 二人                 | 柴崎正   |
| 第5話  | 1991年11月14日 | 初めてのキス         | 柴崎正   |
| 第6話  | 1991年11月21日 | 同棲                 | 生野慈朗 |
| 第7話  | 1991年11月28日 | ともだちの女         | 柴崎正   |
| 第8話  | 1991年12月5日  | 二つの恋             | 柴崎正   |
| 第9話  | 1991年12月12日 | 激情                 | 生野慈朗 |
| 第10話 | 1991年12月19日 | 許せない！           | 柴崎正   |
| 第11話 | 1991年12月26日 | 誰に何と言われようと | 生野慈朗 |